# Cayetano Ordóñez
Cayetano Ordóñez y Aguilera (Ronda; 4 de enero de 1904-Madrid; 30 de septiembre de 1961) apodado "Niño de la Palma", fue un torero español.
Su padre tenía en Ronda una zapatería llamada: "La Palma" y de ahí le viene su apodo.
Debuta en 1922 en Ceuta con un traje pagado por un aficionado, si bien ya un año antes y durante una novillada se había arrojado al ruedo como espontáneo. Como novillero triunfa en Ronda y Sevilla.
Tomó la alternativa en la Real Maestranza el 11 de junio de 1925 de manos de Juan Belmonte y Pepe Algabeño, cortando una oreja a su segundo toro de la ganadería de Félix Suárez.
Fue líder del escalafón en 1926 con 78 corridas y 1927 con 65 corridas. 
Se retira en 1942 si bien permanece durante un tiempo como banderillero sin cuadrilla fija.
En 1954, para celebrar el bicentenario del nacimiento de Pedro Romero crea la primera Corrida goyesca de Ronda en la que participa alternando con Antonio Bienvenida y César Girón. El que torea en esta corrida es su hijo Cayetano, no él.
Se casó en 1920, con María Consuelo Araujo de los Reyes (1904-1978), conocida artísticamente como "Consuelo Reyes", que era cantante y actriz. Consuelo rodó tres películas: "La reina mora" (1922), "Don Quintín el amargao" (1925) y "Cabrita que tira al monte" (1926). Sus hermanos Antonio y Rafael fueron novilleros.
Fue un torero de intuición y finura, largo, mandón y elegante, aunque era irregular. Es considerado uno de los mejores de su época.

## Descendientes

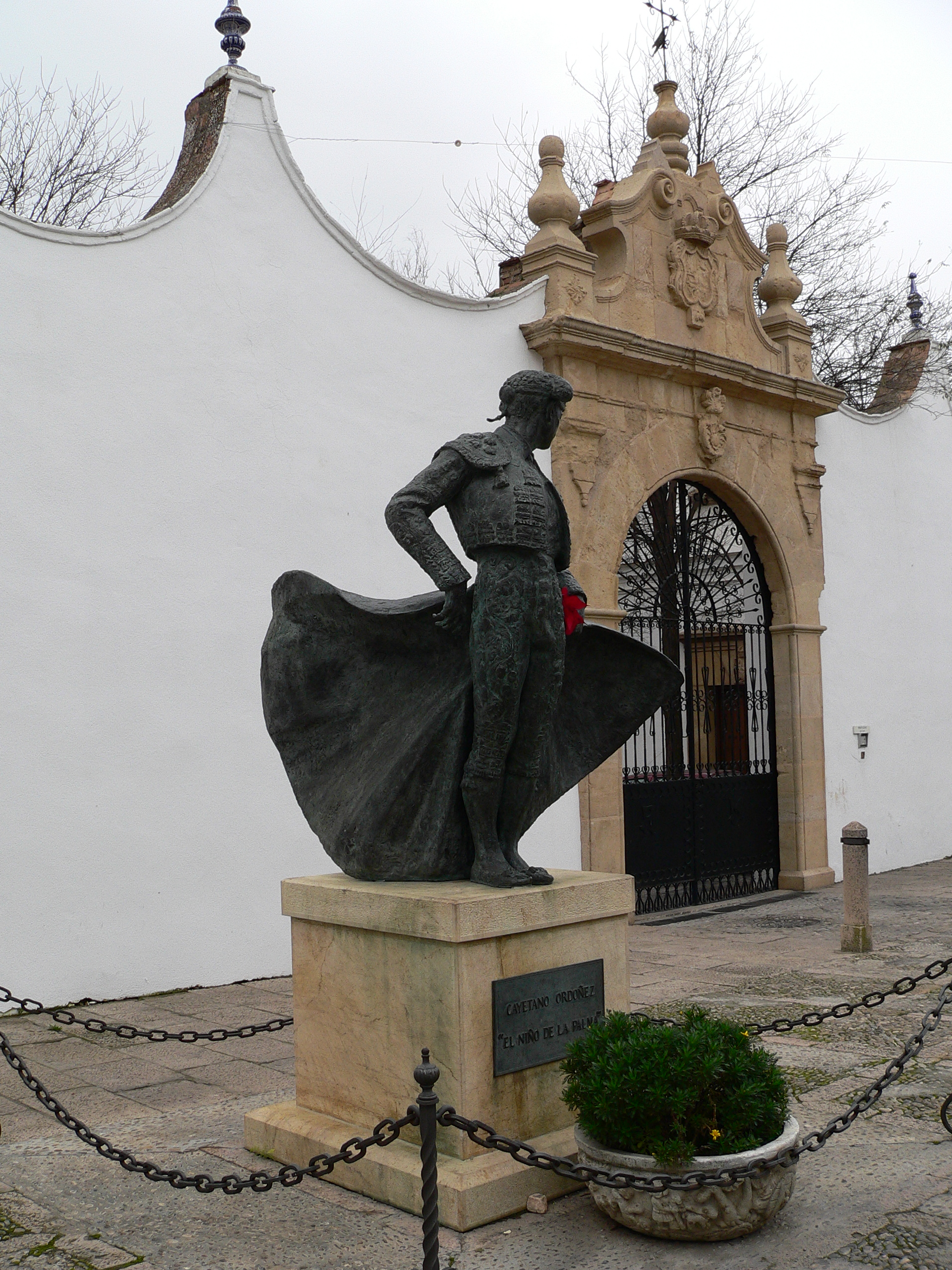
Monumento al Niño de la Palma en Ronda

Fue padre de seis hijos entre los que se encuentran cinco toreros:
- Cayetano Ordóñez Araujo, apodado "Niño de la Palma" (Dos Hermanas-Sevilla, 30 de octubre de 1928 - Sevilla, 8 de diciembre de 1974).
- Juan Ordóñez Araujo, "Juan de la Palma", (Sevilla, 24 de febrero de 1930 - Madrid, 23 de enero de 1965)
- Antonio Ordóñez Araujo (Ronda, Málaga, 16 de febrero de 1932 - Sevilla, 19 de diciembre de 1998)
- José Ordóñez Araujo (Madrid, 12 de julio de 1935)
- Alfonso Ordóñez Araujo (Sevilla, 8 de enero de 1938)
- Ana de Jesús Ordóñez Araujo (fallecida en Sevilla el 10 de febrero de 2008)